# HMS Holcombe (L56)
HMS Holcombe (L56) là một tàu khu trục hộ tống lớp Hunt Kiểu III của Hải quân Hoàng gia Anh Quốc được hạ thủy và nhập biên chế năm 1942. Nó đã hoạt động tại Mặt trận Địa Trung Hải trong Chiến tranh Thế giới thứ hai cho đến khi bị ngư lôi phóng từ tàu ngầm U-boat Đức U-593 đánh chìm ngoài khơi Jijel, Algérie vào ngày 12 tháng 12, 1943.

## Thiết kế và chế tạo
Holcombe được đặt hàng vào ngày 23 tháng 8, 1940 cho hãng Alexander Stephen and Sons tại Glasgow, Scotland trong Chương trình Chiến tranh Khẩn cấp 1940 và được đặt lườn vào ngày 3 tháng 4, 1941. Nó được hạ thủy vào ngày 14 tháng 4, 1942 và nhập biên chế vào ngày 16 tháng 9 năm 1942. Con tàu được cộng đồng dân cư Farnworth thuộc hạt Lancashire đỡ đầu trong khuôn khổ cuộc vận động gây quỹ Tuần lễ Tàu chiến năm 1942. Tên nó được đặt theo rừng săn cáo Holcombe tại Lancashire, và là chiếc tàu chiến duy nhất của Hải quân Anh được đặt cái tên này.

## Lịch sử hoạt động

### 1942
Holcombe tiến hành chạy thử máy trước khi chuyển đến Scapa Flow vào ngày 19 tháng 9, 1942, nơi nó gia nhập Hạm đội Nhà và tiếp tục được trang bị hoàn thiện. Sau đó nó được đề cử sang hoạt động tại khu vực Địa Trung Hải, nên đã cùng các tàu khu trục Offa (G29), Onslow (G17), Oribi (G66) và Rotherham (H09) tham gia thành phần hộ tống cho Đoàn tàu WS24 tại Liverpool vào ngày 30 tháng 10. Nó tách khỏi Đoàn tàu WS24 vào ngày 3 tháng 11 để tiếp tục đi đến Freetown, Sierra Leone, và được giữ lại đây đảm nhiệm vai trò hộ tống vận tải tại Đại Tây Dương.

### 1943
Vào ngày 26 tháng 1, 1943, Holcombe khởi hành từ Freetown hộ tống cho tàu sân bay Illustrious (R87) đang trên đường quay trở về Anh để sửa chữa sau khi phục vụ tại Ấn Độ Dương. Nó tách khỏi Illustrious để đi đến Gibraltar, và gia nhập Đội khu trục 59 tại đây cho vai trò tuần tra và hộ tống vận tải tại khu vực Tây Địa Trung Hải. Trong tháng 4, nó đã hộ tống Đoàn tàu KMF10A đi Algiers, và trong tháng 4 đã hộ tống các đoàn tàu UGS8 và KMF15.
Từ tháng 5, Holcombe tham gia các hoạt động chuẩn bị cho Chiến dịch Husky, cuộc đổ bộ của lực lượng Đồng Minh lên Sicily, Ý. Nó được bố trí hộ tống đoàn tàu vận tải KMS18, KMF18 và KMF19 đến Algiers từ ngày 7 đến ngày 9 tháng 7 để tập trung lực lượng, rồi đi đến Tunis tham gia lực lượng đổ bộ. Trong ngày đổ bộ 10 tháng 7, nó hoạt động tuần tra phòng không ngoài khơi khu vực đổ bộ, hỗ trợ hải pháo và ngăn chặn các đợt tấn công của tàu phóng lôi E-boat đối phương.
Sang tháng 8, Holcombe được điều sang Đội hộ tống 46 để hoạt động cùng Lực lượng Đặc nhiệm 88, lực lượng tàu sân bay hỗ trợ. Nó nằm trong thành phần Lực lượng V bao gồm các tàu tuần dương hạng nhẹ Euryalus (42), Scylla (98), Charybdis (88), các tàu khu trục hộ tống Cleveland (L46), Atherstone (L05), Liddesdale (L100), Farndale (L70), Calpe (L71), Haydon (L75) cùng các tàu khu trục Ba Lan ORP Krakowiak và ORP Ślązak để bảo vệ cho tàu sân bay hạng nhẹ Unicorn (I72) cùng các tàu sân bay hộ tống Battler (D18), Attacker (D02), Hunter (D80) và Stalker (D91). Lực lượng đã tham gia Chiến dịch Avalanche, cuộc đổ bộ của lực lượng Đồng Minh lên Salerno, Ý từ ngày 9 đến ngày 11 tháng 9.
Sau khi tách khỏi Chiến dịch Avalanche vào tháng 10, Holcombe quay trở lại nhiệm vụ tuần tra và hộ tống vận tải tại khu vực Trung tâm Địa Trung Hải, và đến tháng 11 được điều đến Malta để hoạt động hộ tống vận tải tại khu vực Tây Địa Trung Hải. Vào tháng 12, nó cùng các tàu chị em Calpe và Tynedale (L96), tàu frigate Cuckmere (K299) cùng các tàu khu trục Hoa Kỳ Niblack (DD-424), USS Benson (DD-421) và USS Wainwright (DD-419) tham gia thành phần hộ tống cho Đoàn tàu KMS34 tại khu vực Trung tâm Địa Trung Hải. Đoàn tàu bị tàu ngầm U-boat U-223 tấn công ngoài khơi Algiers vào ngày 11 tháng 12, khi Cuckmere bị trúng ngư lôi và bị hư hại nặng. Sang ngày hôm sau đoàn tàu lại bị tàu ngầm U-593 tấn công ngoài khơi Jijel, Algeria, khi Tynedale trúng ngư lôi và đắm ở tọa độ 37°10′B 06°05′Đ / 37,167°B 6,083°Đ.
Holcombe đã cùng các tàu hộ tống của Đoàn tàu KMS34 và ba máy bay ném bom tầm trung Vickers Wellington thuộc các liên đội 36 và 48 Không quân Hoàng gia Anh tham gia vào việc truy lùng U-593. Tuy nhiên, chính nó lại trúng ngư lôi phóng từ chiếc tàu ngầm và đắm chỉ trong vòng năm phút ngoài khơi Boujie, Algeria, ở tọa độ 37°20′B 05°50′Đ / 37,333°B 5,833°Đ. Trong số thành phần thủy thủ đoàn, 84 người đã tử trận hay tử thương, chỉ có 80 người sống sót. Bản thân U-593 bị buộc phải nổi lên mặt nước vào ngày 13 tháng 12 sau khi bị máy bay phát hiện và bị Calpe cùng Wainwright tấn công bằng mìn sâu; U-593 bị thủy thủ đoàn tự đánh đắm ở tọa độ 37°38′B 05°58′Đ / 37,633°B 5,967°Đ.